# ジム・ボルジャー
ジム・ボルジャー（James Brendan "Jim" Bolger、ONZ、1935年5月31日 - ）は、ニュージーランドの元政治家。第35代ニュージーランド首相。ワイカト大学総長。ニュージーランド・ポスト会長。

## 人物
タラナキ出身。アイルランド系移民の家系出身である。15歳で学校を卒業後農夫となり、1972年に政界へ進出する。タラナキ地区キングカントリーより出馬し、議会に初当選を果たす。1975年には、ロバート・マルドゥーン政権で水産大臣、農業大臣を歴任する。1984年の総選挙でデビッド・ロンギ率いるニュージーランド労働党に敗れる。ロンギ政権の行財政・経済改革は一定の成果を収めるも、党内反主流との対立によりロンギ政権は崩壊する。1990年に行われた総選挙でニュージーランド国民党は勝利し政権を奪回する。ボルジャーはニュージーランド国民党党首として第35代首相に就任する。

## ニュージーランド首相として
首相就任後も、基本路線はロンギ政権の経済政策ロジャーノミクスを継承し、ニュージーランドの経済・行政改革を推し進めた。政権の重要ポストである財務大臣には女性政治家ルース・リチャードソンを、副首相兼外務大臣にドン・マキノンを起用した。労働党が掲げる非核原則も継承し、労働党との強調にも応じた。ボルジャー政権は1993年の総選挙でも再任され、ロンギ政権による経済改革の痛手を修復しつつ社会保障制度改革を進めるなど、次なる経済改革もおこなった。

## 首相辞任
1996年の総選挙でもかろうじて政権を掌握するも、ニュージーランド・ファースト党との連立政権を余儀なくされる。ニュージーランド・ファースト党の党首ウインストン・ピータースは、国民党の推し進める政策運営に反対の立場をとる政治家であったが、連立政権への参加と副首相兼新設された収入役に就任する。国民党内部ではこの連立政権を好ましく思わず、1997年のボルジャー外遊中、当時運輸大臣であったジェニー・シップリー率いる党内反対派勢力により党内クーデターが決行された。帰国後、党内反対派勢力に押し出される形で首相を辞任する。後任の首相には、党内反対派勢力を率いたシップリーが就任した。

## 政界引退後

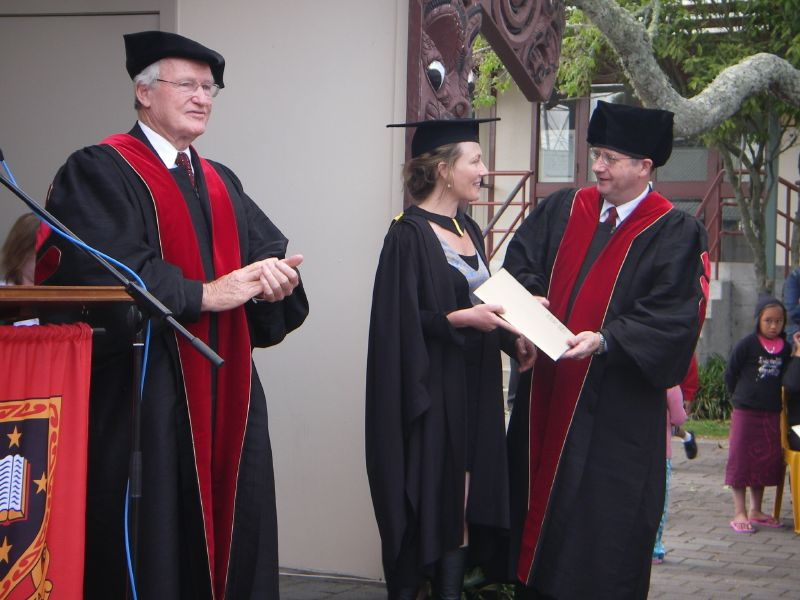
ワイカト大学学位記授与式でのボルジャー（左）（2005年）

1998年に政治家を引退し、その後、2001年まで駐米大使に任命される。現在は、ニュージーランド・ポスト社会長（キーウィ銀行会長を兼務）、2007年からワイカト大学総長を務める。ローマカトリックの信仰をもち、ジョアン夫人との間に9人の子がいる。